# Ніклас Лідстрем
Ніклас Ерік Лідстрем (швед. Nicklas Erik Lidström; нар. 28 квітня 1970, Вестерос, Вестманланд, Швеція) — колишній шведський хокеїст, захисник. 

## Життєпис
Вихованець хокейної школи ХК «Скогсбо». Виступав за ХК «Вестерос», «Детройт Ред-Вінгс».
В чемпіонатах НХЛ — 1564 матчі (264+878), у турнірах Кубка Стенлі — 263 матчі (54+129). В чемпіонатах Швеції — 110 матчів (14+39), у плей-оф — 6 матчів (0+1).
У складі національної збірної Швеції учасник зимових Олімпійських ігор 1998, 2002, 2006 і 2010 (20 матчів, 4+10), учасник чемпіонатів світу 1991, 1994 і 2004 (16 матчів, 4+4), учасник Кубка світу 1996 і 2004 (8 матчів, 3+1), часник Кубка Канади 1991 (6 матчів, 1+1). У складі молодіжної збірної Швеції учасник чемпіонату світу 1990. У складі юніорської збірної Швеції учасник чемпіонату Європи 1988.
Досягнення
- Олімпійський чемпіон (2006)
- Чемпіон світу (1991) срібний призер (2004), бронзовий призер (1994)
- Володар Кубка Стенлі (1997, 1998, 2002, 2008)
- Учасник матчу всіх зірок НХЛ (1996, 1998, 1999, 2000, 2001, 2002, 2003, 2004, 2007, 2008, 2011)

Нагороди
- Пам'ятний трофей Джеймса Норріса (2001, 2002, 2003, 2006, 2007, 2008, 2011)
- Трофей Конна Смайта (2002)
- Член «Тройного золотого клубу» (2006).